# Edward Fielding
Edward Fielding (Brooklyn, 19 marzo 1875 – Beverly Hills, 10 gennaio 1945) è stato un attore statunitense.

## Filmografia parziale
- Sherlock Holmes, regia di Arthur Berthelet (1916)
- Rebecca - La prima moglie (Rebecca), regia di Alfred Hitchcock (1940)
- L'idolo delle folle (The Pride of the Yankees), regia di Sam Wood (1942)
- La bella dello Yukon (Belle of the Yukon), regia di William A. Seiter (1944)
- Le schiave della città (Lady in the Dark), regia di Mitchell Leisen (1944)